# László Kalmár (regista)
László Kalmár (Budapest, 16 dicembre 1900 – Budapest, 30 maggio 1980) è stato un regista e sceneggiatore ungherese.
Lavorò anche come assistente regista e, occasionalmente, come attore e montatore.

## Filmografia

### Regia
- Süt a nap
- Nincsenek véletlenek
- Primavera mortale (Halálos tavasz)
- La vergine del lago (Tóparti látomás) (1940)
- Elnémult harangok
- L'angelo della sera
- Fiamme (Lángok) (1941)
- Bob herceg
- Il matrimonio di Mara
- Haláltánc
- Fráter Loránd
- Halálos csók
- Egy szív megáll
- Fekete hajnal (1943)
- Tilos a szerelem
- Sziámi macska
- Fiú vagy lány?
- Budapest '810 (Madame Dery) (Déryné)
- Ecseri lakodalmas
- Gábor diák
- A nagyrozsdási eset
- A szélhámosnö

### Sceneggiatore
- Morte infranta
- L'angelo della sera
- Incanto di una notte
- Halálos csók
- Fekete hajnal
- Sziámi macska
- Fiú vagy lány?

### Aiuto regista
- Una casa in paradiso
- Segítség, örököltem!
- La castellana di Aquila Nera (Méltóságos kisasszony), regia di Béla Balogh (1943)
- Azurexpress